# Mewa żółtonoga
Mewa żółtonoga (Larus fuscus) – gatunek dużego ptaka wodnego z rodziny mewowatych (Laridae). Przeważnie wędrowny, w sezonie lęgowym zamieszkuje Eurazję, zimuje także w Afryce i Ameryce Północnej. W Polsce skrajnie nielicznie lęgowy na północy.

## Podgatunki i zasięg występowania
Międzynarodowy Komitet Ornitologiczny (IOC) wyróżnia następujące podgatunki:
- mewa brytyjska[5] (L. f. graellsii) – Grenlandia, Islandia, Wyspy Owcze i zachodnia Europa[4]; zimują od południowo-zachodniej Europy po zachodnią Afrykę, coraz częściej także na atlantyckim wybrzeżu Ameryki Północnej[6]
- L. f. intermedius – Holandia, Niemcy, Dania, południowo-zachodnia Szwecja i zachodnia Norwegia[4], izolowana populacja występuje w północno-wschodniej Hiszpanii w delcie Ebro; zimują głównie w zachodniej Europie i zachodniej Afryce[6]
- mewa żółtonoga[5] (L. f. fuscus) – północna Norwegia, Szwecja i Finlandia po Morze Białe[4]; zimują głównie w Afryce i południowo-zachodniej Azji[6]
- mewa syberyjska[5] (L. f. heuglini) – północna Rosja od Półwyspu Kolskiego po północno-centralną Syberię[4]; zimują głównie od Bliskiego Wschodu na południe po wschodnią Afrykę i na wschód po Indie, wschodnie Chiny i Koreę Południową[6]
- mewa stepowa[5] (L. f. barabensis) – stepy centralnej Azji; zimują głównie w południowo-zachodniej Azji[6]

Niegdyś mewy: żółtonoga i srebrzysta (L. argentatus) uznawane były za jeden gatunek, jednak w większości obszarów współwystępowania tych mew nie krzyżują się one ze sobą. Systematyka mewy żółtonogiej jest niejasna.
W Polsce najczęściej obserwowane są ptaki podgatunku nominatywnego. Wyjątkowo podejmują próby rozrodu w północnej Polsce. Kilkukrotnie obserwowano pary na przymorskich jeziorach Gardno i Łebsko, ale do 2015 odnotowano tylko dwa potwierdzone lęgi: w latach 1987–89 na jeziorze Gardno i w 1991 pod Świnoujściem. W maju i czerwcu 2020 gniazdującą parę mew żółtonogich zaobserwowano na warszawskim Mokotowie (możliwe, że lęg miał tam też miejsce dwa lata wcześniej), a w czerwcu 2021 na Zbiorniku Mietkowskim nieopodal Wrocławia. Podgatunek L. f. intermedius do 2019 stwierdzono 4 razy. W 2015 po raz pierwszy na terenie Polski zaobserwowano osobnika z podgatunku L. f. heuglini, do 2021 odnotowano w sumie 8 stwierdzeń.

## Morfologia

### Wygląd
Wyraźnie zaznaczony jedynie dymorfizm wiekowy. W okresie godowym ciało białe, grzbiet i skrzydła (u występującej w Polsce L. f. fuscus) czarne, na końcówkach białe plamy. Nogi i dziób żółty. Na żuchwie czerwona plama. Szata spoczynkowa niewiele się różni, głównie ciemnobrązowymi plamami na głowie i karku. Mewa brytyjska ma grzbiet i skrzydła szare, jedynie końce skrzydeł ciemniejsze. Podgatunek L. f. intermedius jest pod tym względem polimorficzny. Osobniki młodociane brązowo-białe, jaśniejsze od spodu z czarnym dziobem i brązowymi nogami. Na brzuchu ciemne plamy, a na skrzydłach i grzbiecie brunatne pióra są biało obrzeżone na końcu. Po dwóch latach z każdym pierzeniem szata staje się coraz jaśniejsza. Łapy osobników młodych i prawie dorosłych są cieliste. Szatę ostateczną osiągają w 4. roku życia.
Podobna do mewy siodłatej, choć od niej znacznie mniejsza. Ma też węższe i znacznie bardziej spiczaste skrzydła, które wystają jej za ogon, kiedy stoi, oraz mniejszy dziób.

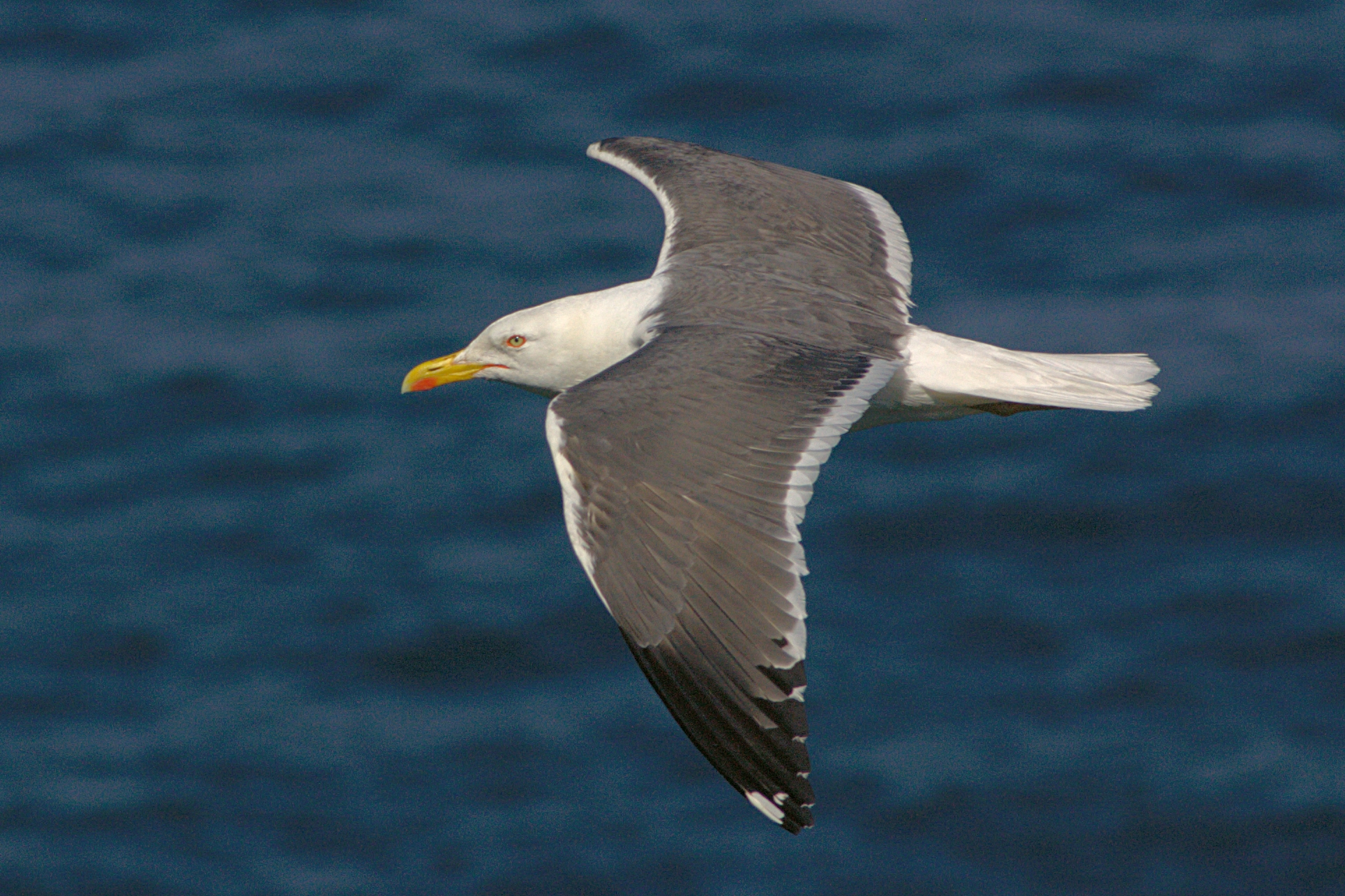
L. f. graellsii w locie nad wybrzeżem Skomer (Walia)

### Wymiary średnie
długość ciałaok. 50–60 cm

rozpiętość skrzydełok. 120–140 cm

### Masa ciała
ok. 500–1200 g

## Ekologia i zachowanie

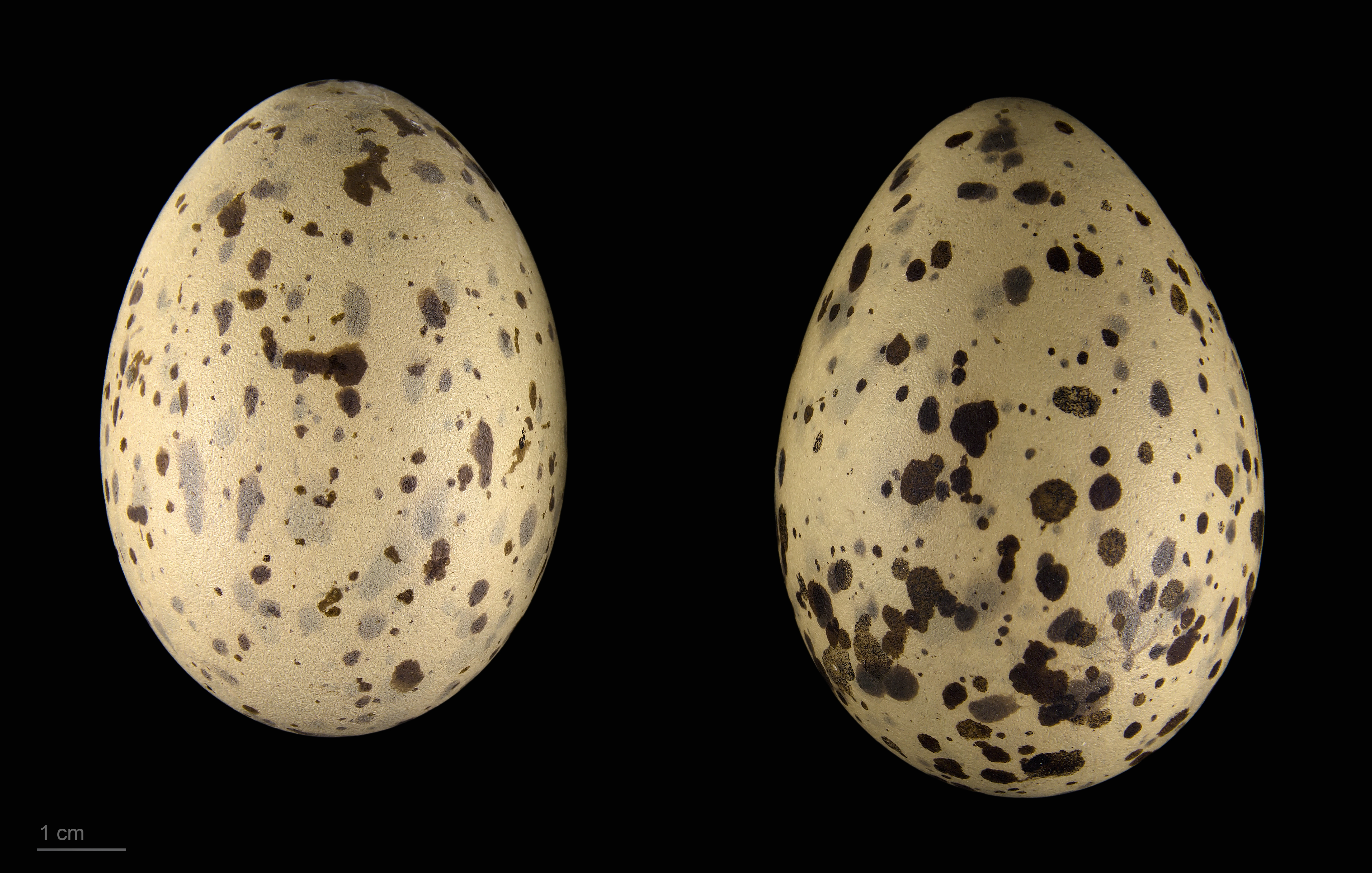
Jaja z kolekcji muzealnej

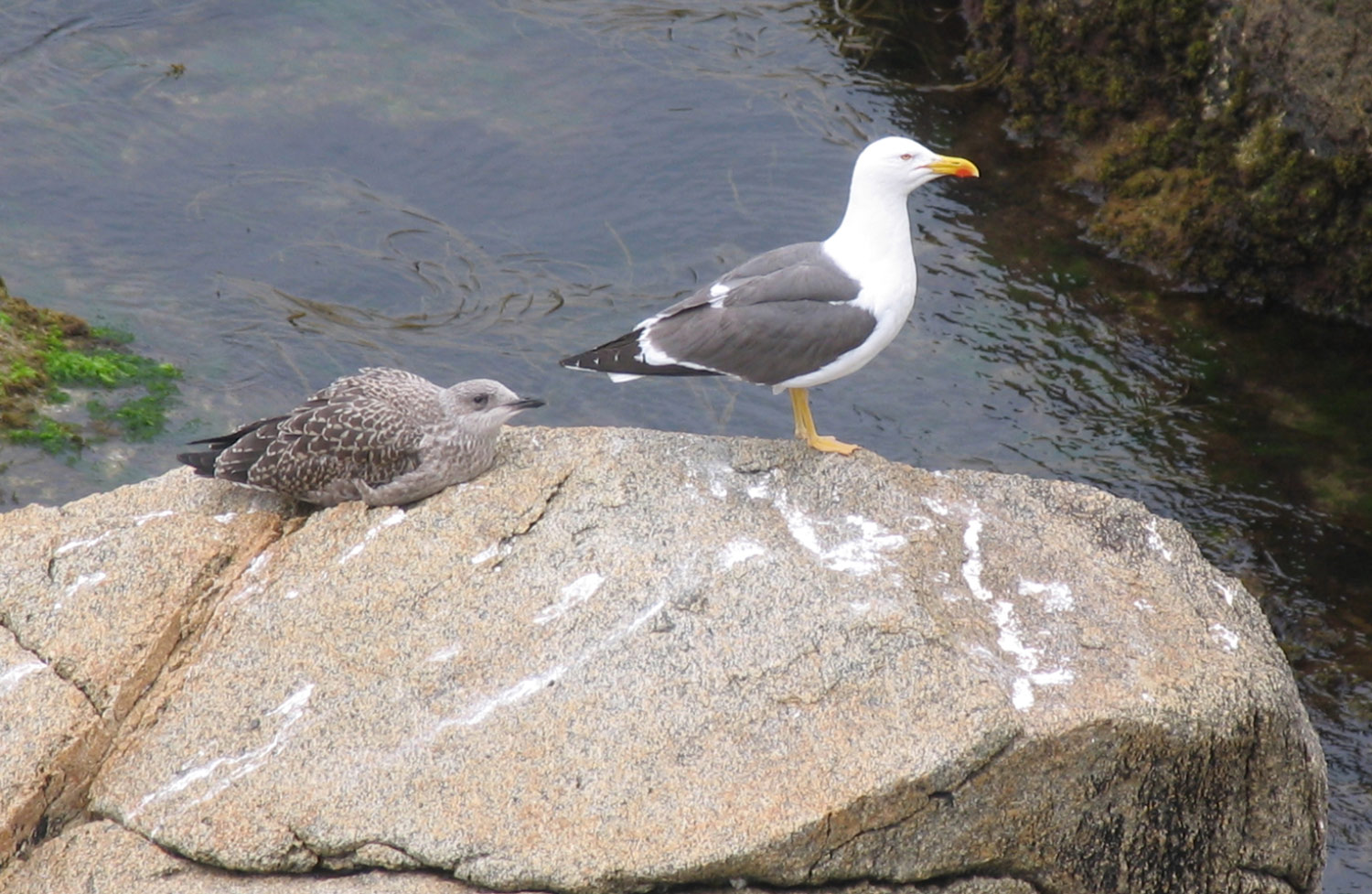
Dorosły z młodym

### Biotop
Gniazduje na brzegach mórz, wielkich jezior lub w deltach. Zimuje głównie na morzu, ale także w lagunach, ujściach rzek, portach, dużych jeziorach i rzekach. Na przelotach również spotykana w głębi lądu, kiedy to trzyma się głównie rzek. Jesienne przeloty zaczynają się od sierpnia i trwają do października.

### Głos
Odzywa się miauczącym „kyau” lub głębokim „ga ga ga”.

### Lęgi
Na lęgowiska wraca w kwietniu. Podobnie jak inne mewy tworzy mniejsze lub większe kolonie. Gniazdo na ziemi, klifie, budynku i w innych miejscach. Zbudowane jest z traw, mchu, glonów i porostów. Lęgnie się często w koloniach mieszanych z mewą srebrzystą.
W ciągu roku wyprowadza jeden lęg, składając w kwietniu–czerwcu 2–3 jaja o różnym zabarwieniu: zielonkawym, brązowawym, szarawym lub żółtawym. Jaja wysiadywane są przez okres 24–28 dni przez obydwoje rodziców. Jednak młode wychowuje sama samica przez około 4–5 tygodnie. Pisklęta zdobywają zdolność do lotu w wieku 30–40 dni. Młode mogą koczować po okolicy i opuszczać teren gniazdowania. Dojrzewają jednak w 3. roku życia.

### Pożywienie
Wszystkożerna, jednak przeważają drobne kręgowce wodne i lądowe oraz ich resztki. Może też wydziobywać jaja i wyjadać ich zawartość oraz porywać pisklęta innych ptaków. Potrafi łowić małe ssaki.

## Status i ochrona
Międzynarodowa Unia Ochrony Przyrody (IUCN) uznaje mewę żółtonogą za gatunek najmniejszej troski (LC – Least Concern) nieprzerwanie od 1988. Liczebność światowej populacji, według szacunków organizacji Wetlands International z 2015, zawiera się w przedziale 940 000 – 2 070 000 osobników. Ogólny trend liczebności populacji uznawany jest za wzrostowy.
W Polsce objęta ścisłą ochroną gatunkową.